# 伊藤茂利
伊藤 茂利（いとう しげとし）は、日本のギタリスト・作曲家・編曲家・音楽プロデューサー・映画プロデューサー・映画音楽監督。東京都出身。

## 人物・来歴
高校時代に、来日中のジャズピアニストのマル・ウォルドロン氏に電話越しにギターを聞いてもったことがきっかけとなり、本格的にギタリストへの道を歩み始める。 1980年代後半に、キングレコードから『マグネチックストーム井上博＆RASA』でアルバムデビュー。ジャズスクール『メーザーハウス』の講師を勤めながらライブ活動を行う。2006年1月、オリジナルインストバンド『Natural Vibration』を結成。「表現の場づくり」をテーマに、オープンマイク等、表現者に開かれた場づくりのプロデュースを行っている。
2010年、米国ワシントンの財団法人カーネギー地球物理学研究所にて、シンガーソングライター中村里美と共に海外初の「いのちの音色」ライブを行い、広島市長のメッセージを届け、広島平和記念公園の被爆アオギリの種から育った被爆アオギリ２世の植樹を行う。 歌と語りで伝える「いのちの音色」1000回ライブを目指し、日本全国ライブ行脚を展開している。
アオギリの語り部と呼ばれた被爆者の沼田鈴子87歳の誕生日に広島国際会議場（フェニックスホール）にて、中村里美が捧げた歌「アオギリにたくして」のギター演奏で広島を訪れたことがきっかけとなり、沼田鈴子との交流を深める。沼田鈴子をモデルとしたドキュメンタリー映画の撮影をスタートする中、翌年2011年７月に沼田鈴子が亡くなり、その後、劇映画として中村里美と共に製作・プロデューサーを行い、音楽監督を務める。映画『アオギリにたくして』は、2013年夏に完成し劇場公開がスタートした。第一回JASRAC音楽文化賞を「アオギリにたくして制作委員会」が受賞。日本全国での上映＆ライブ活動が今もロングランで続いている。2016年よりアメリカ上映＆ライブがスタート。世界各国での上映＆ライブ活動を目指している。
2014年秋公開の『LAST LOVE／愛人』（石川均監督作品／出演：火野正平 桜木梨奈他）で、火野正平が演じるギタリスト役のギター音楽を務める。2017年２月、製作・プロデューサー・音楽監督を務めるドキュメンタリー映画『かけはし』の劇場公開がスタートし、日本全国上映が行われている。

## 作品リスト
映画
- 『アオギリにたくして』（製作・プロデューサー・音楽監督）
- 『LAST LOVE／愛人』（音楽）
- 『かけはし』（製作・プロデューサー・音楽監督）

CDアルバム
- レコードアルバム「マグネチックストーム」
- 映画「アオギリにたくして」サントラ盤CDアルバム
- ドキュメンタリー映画「かけはし」サントラ盤CDアルバム
- CDアルバム「いのちの音色」等